# Гімнастика на літніх Олімпійських іграх 1984
Змагання з гімнастики на літніх Олімпійських іграх 1984 у Лос-Анджелесі тривали з 29 липня до 11 серпня в Павільйоні Полі. Розіграно 15 комплектів нагород у двох видах: спортивній гімнастиці та художній гімнастиці. Змагання з художньої гімнастики вперше увійшли до олімпійської програми. Внаслідок бойкоту Олімпійських ігор з боку країн східного блоку, туди не поїхали кілька збірних, що кваліфікувалися, зокрема СРСР, Болгарія, Куба, Чехословаччина, НДР, Угорщина та Північна Корея.
Тепер у фіналах змагань на окремих снарядах змагалися по вісім учасників замість попередніх шести.
СРСР та його сателіти організували альтернативні змагання Дружба-84, де змагалися спортсмени СРСР, НДР, Болгарії, Чехословаччини та інших країн східного блоку.

## Спортивна гімнастика

### Чоловіки
| Командна першість  | США (USA) Барт Коннер Тім Даггетт Міч Гейлорд Джим Гартунг Скотт Джонсон Пітер Відмар | Китай (CHN) Лі Нін Лі Сяопін Лі Юецзю Лоу Юнь Тун Фей Сюй Чжицян | Японія (JPN) Коджі Ґушікен Норітоші Хірата Нобуюкі Каджітані Шінджі Морісуе Коджі Сотомура Кьоджі Ямавакі |  |  |  |
| Абсолютна першість | Коджі Ґушікен (JPN)                                                                   | Пітер Відмар (USA)                                               | Лі Нін (CHN)                                                                                              |  |  |  |
|                    |                                                                                       |                                                                  | |  |  |  |
| Вільні вправи      | Лі Нін (CHN)                                                                          | Лоу Юнь (CHN)                                                    | Коджі Сотомура (JPN)                                                                                      |  |  |  |
| Вільні вправи      | Лі Нін (CHN)                                                                          | Лоу Юнь (CHN)                                                    | Філіпп Ватюон (FRA)                                                                                       |  |  |  |
| Кінь               | Лі Нін (CHN)                                                                          | не нагороджували                                                 | Тім Даггетт (USA)                                                                                         |  |  |  |
| Кінь               | Пітер Відмар (USA)                                                                    | не нагороджували                                                 | Тім Даггетт (USA)                                                                                         |  |  |  |
| Кільця             | Коджі Ґушікен (JPN)                                                                   | не нагороджували                                                 | Міч Гейлорд (USA)                                                                                         |  |  |  |
| Кільця             | Лі Нін (CHN)                                                                          | не нагороджували                                                 | Міч Гейлорд (USA)                                                                                         |  |  |  |
| Опорний стрибок    | Лоу Юнь (CHN)                                                                         | Міч Гейлорд (USA)                                                | не нагороджували                                                                                          |  |  |  |
| Опорний стрибок    | Лоу Юнь (CHN)                                                                         | Коджі Ґушікен (JPN)                                              | не нагороджували                                                                                          |  |  |  |
| Опорний стрибок    | Лоу Юнь (CHN)                                                                         | Шінджі Морісуе (JPN)                                             | не нагороджували                                                                                          |  |  |  |
| Опорний стрибок    | Лоу Юнь (CHN)                                                                         | Лі Нін (CHN)                                                     | не нагороджували                                                                                          |  |  |  |
| Паралельні бруси   | Барт Коннер (USA)                                                                     | Нобуюкі Каджітані (JPN)                                          | Міч Гейлорд (USA)                                                                                         |  |  |  |
| Перекладина        | Шінджі Морісуе (JPN)                                                                  | Тун Фей (CHN)                                                    | Коджі Ґушікен (JPN)                                                                                       |  |  |  |

### Жінки
| Командна першість  | Румунія (ROU) Лавінія Агаке Лаура Кутіна Крістіна Елена Ґрігораш Сімона Пеуке Екатеріна Сабо Міхаела Стенулец | США (USA) Пем Білек Мішель Дассерр Кейті Джонсон Джуліанн Макнамара Мері Лу Реттон Трейсі Талавера | Китай (CHN) Чень Юн'янь Хуан Цюнь Ма Яньхун У Цзяні Чжоу Пін Чжоу Цюжуй |  |  |  |
| Абсолютна першість | Мері Лу Реттон (USA)                                                                                          | Екатеріна Сабо (ROU)                                                                               | Сімона Пеуке (ROU)                                                      |  |  |  |
|                    | | |                                                                         |  |  |  |
| Опорний стрибок    | Екатеріна Сабо (ROU)                                                                                          | Мері Лу Реттон (USA)                                                                               | Лавінія Агаке (ROU)                                                     |  |  |  |
| Різновисокі бруси  | Ма Яньхун (CHN)                                                                                               | не нагороджували                                                                                   | Мері Лу Реттон (USA)                                                    |  |  |  |
| Різновисокі бруси  | Джуліанн Макнамара (USA)                                                                                      | не нагороджували                                                                                   | Мері Лу Реттон (USA)                                                    |  |  |  |
| Колода             | Сімона Пеуке (ROU)                                                                                            | не нагороджували                                                                                   | Кейті Джонсон (USA)                                                     |  |  |  |
| Колода             | Екатеріна Сабо (ROU)                                                                                          | не нагороджували                                                                                   | Кейті Джонсон (USA)                                                     |  |  |  |
| Вільні вправи      | Екатеріна Сабо (ROU)                                                                                          | Джуліанн Макнамара (USA)                                                                           | Мері Лу Реттон (USA)                                                    |  |  |  |

## Художня гімнастика
| Дисципліни                  | Золото          | Срібло                  | Бронза             |
| --------------------------- | --------------- | ----------------------- | ------------------ |
| Індивідуальне багатоборство | Лорі Фанґ (CAN) | Дойна Стайкулеску (ROU) | Реґіна Вебер (FRG) |

## Таблиця медалей
| Місце               | Країна              | Золото | Срібло | Бронза | Загалом |
| ------------------- | ------------------- | ------ | ------ | ------ | ------- |
| 1                   | США (USA)           | 5      | 5      | 6      | 16      |
| 2                   | Китай (CHN)         | 5      | 4      | 2      | 11      |
| 3                   | Румунія (ROU)       | 5      | 2      | 2      | 9       |
| 4                   | Японія (JPN)        | 3      | 3      | 3      | 9       |
| 5                   | Канада (CAN)        | 1      | 0      | 0      | 1       |
| 6                   | ФРН (FRG)           | 0      | 0      | 1      | 1       |
| 6                   | Франція (FRA)       | 0      | 0      | 1      | 1       |
| Загалом (7 збірних) | Загалом (7 збірних) | 19     | 14     | 15     | 48      |